# 树莓派
树莓派（英語：Raspberry Pi）英國树莓派基金会开发的微型单板计算机，目的是以低價硬體及自由軟體促进学校的基本电脑科学教育。
树莓派系列计算机每一代均使用博通（Broadcom）出產的ARM架構處理器，如今生产的机型（树莓派5）内存在4GB和8GB之間，以TF卡作爲系统存儲媒体（初代使用SD卡），配備USB接口和HDMI的視頻輸出（支持聲音輸出），内置Ethernet/WLAN/Bluetooth網絡鏈接的方式（依據型號決定），并且可使用多種操作系統。產品線型號分爲A型、B型、Zero型和ComputeModule計算卡。
Raspberry Pi OS是官方推出的操作系统，适用于所有型号的树莓派，树莓派基金会网站也提供了Ubuntu MATE、Ubuntu Core、Ubuntu Server、OSMC等第三方系统供大众下载。

## 已发布机型

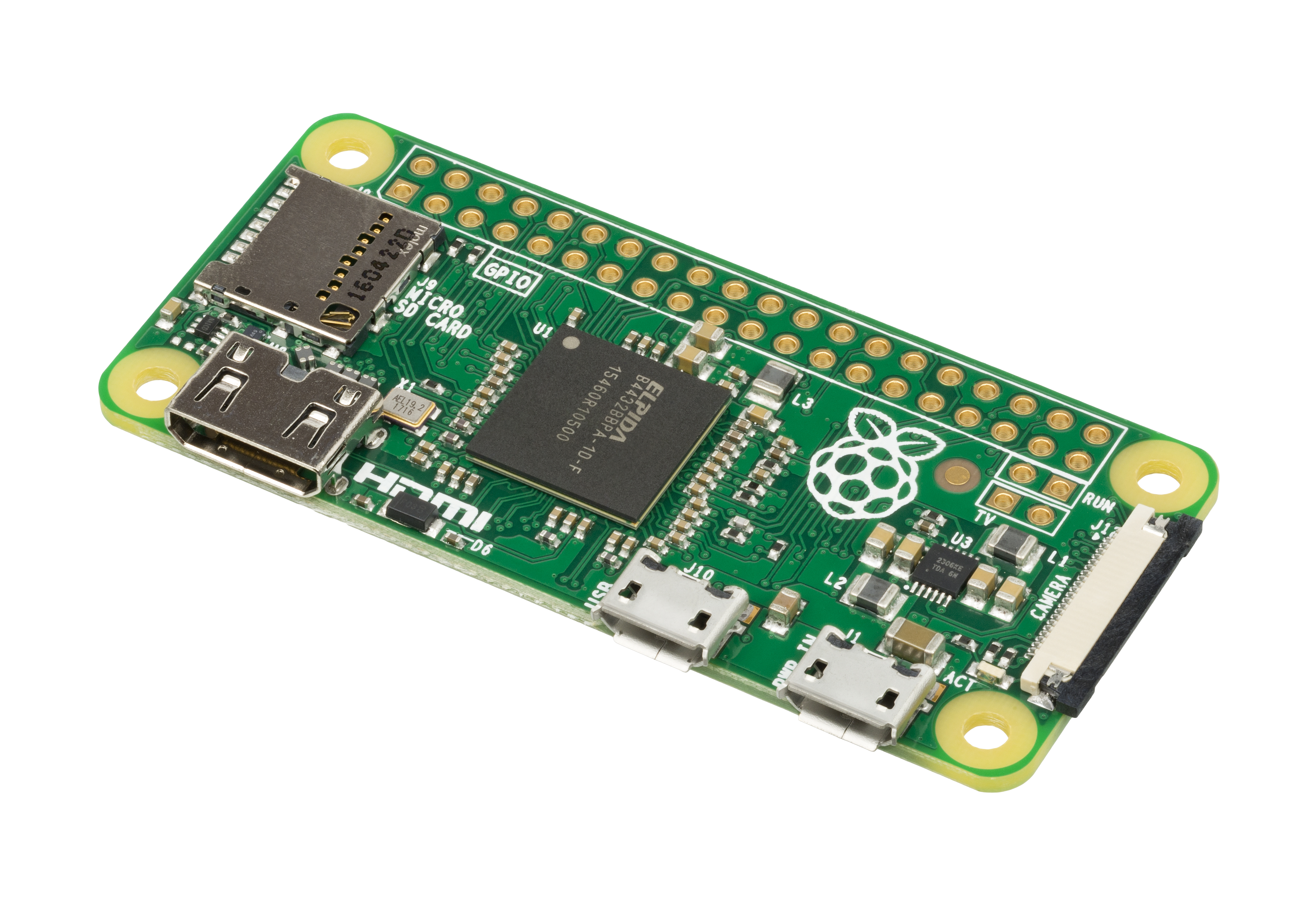
Raspberry Pi Zero，一款于2015年发布的5美元树莓派。

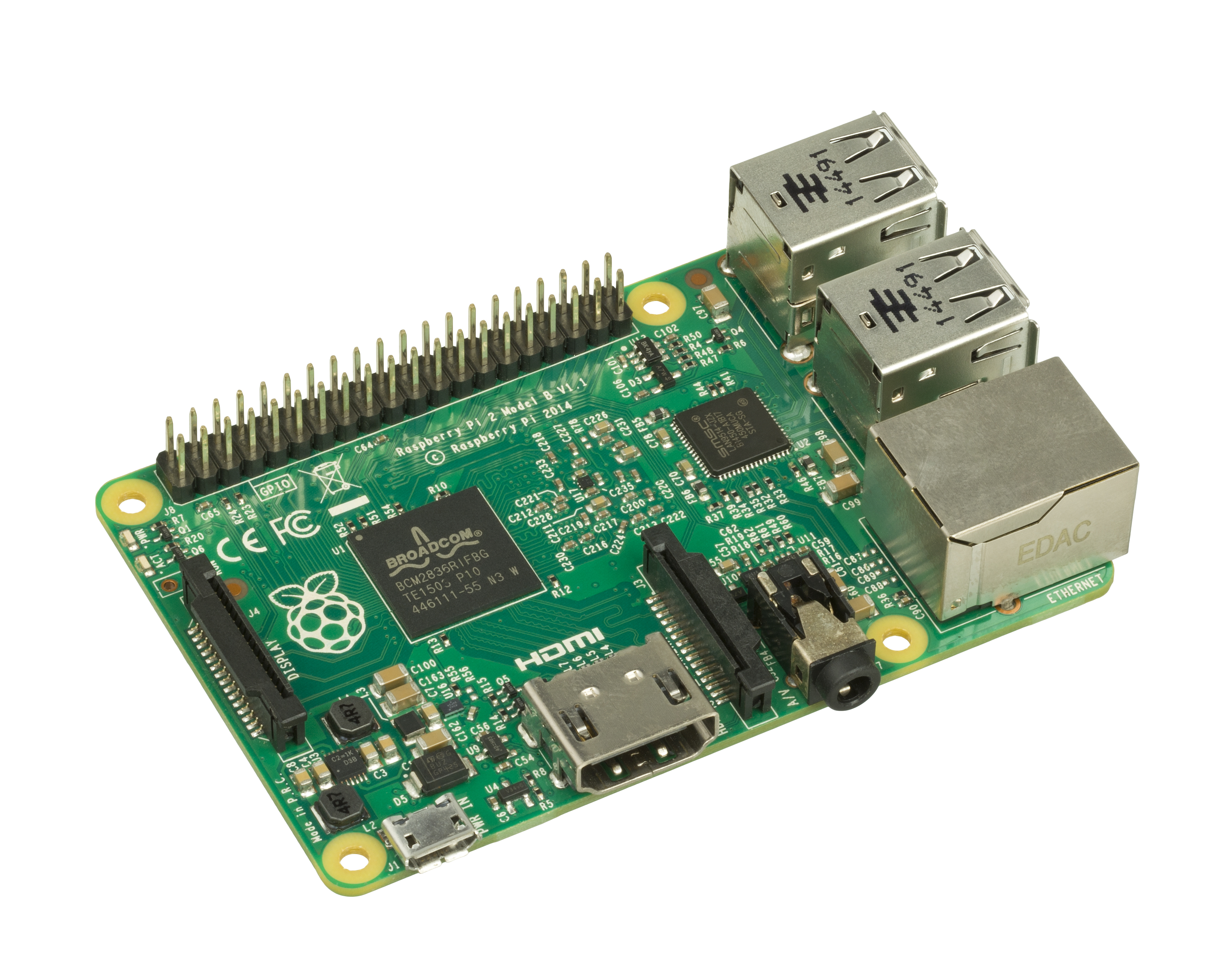
Raspberry Pi 2B

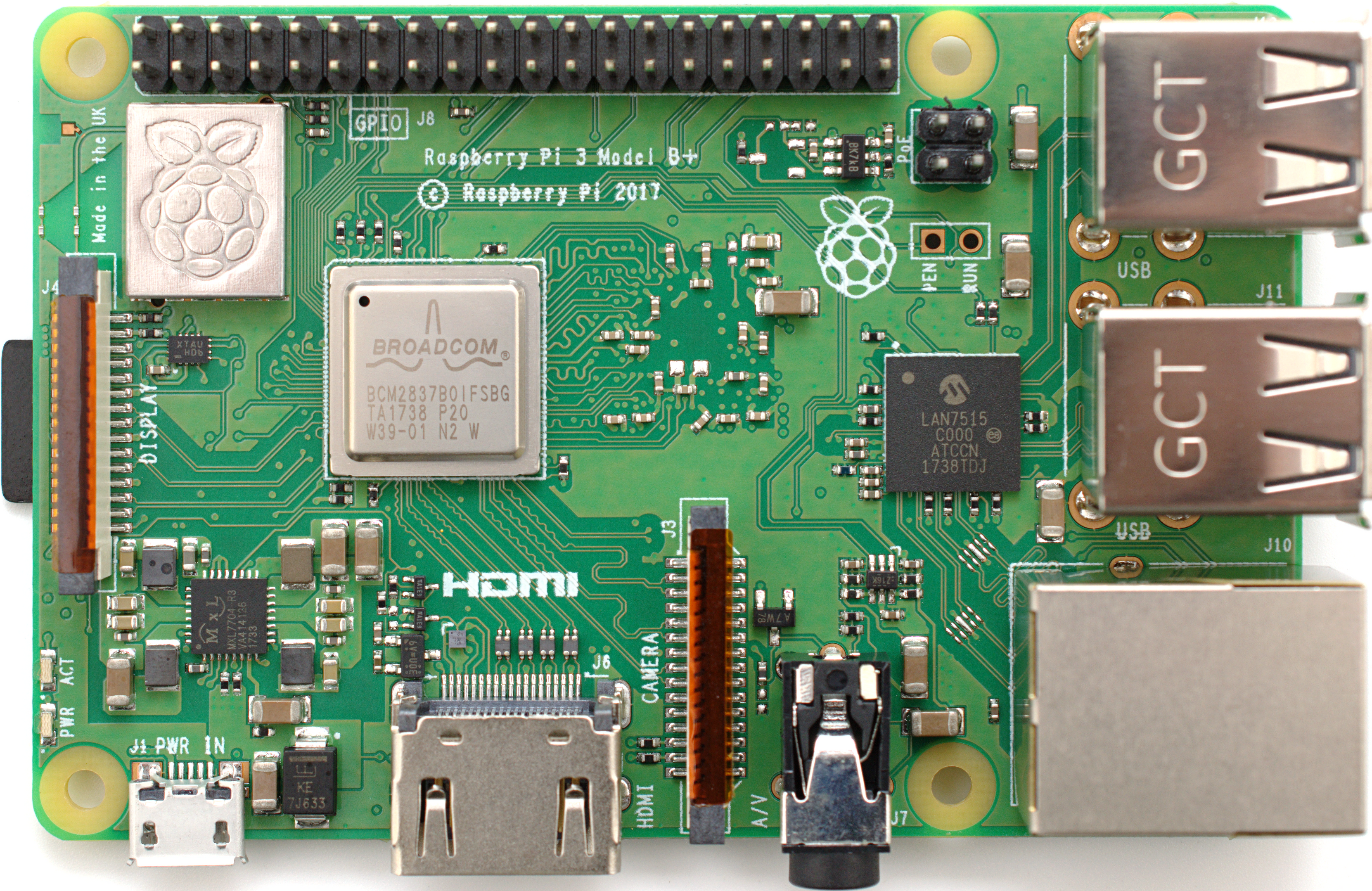
Raspberry Pi 3 B+，于2018年发佈。

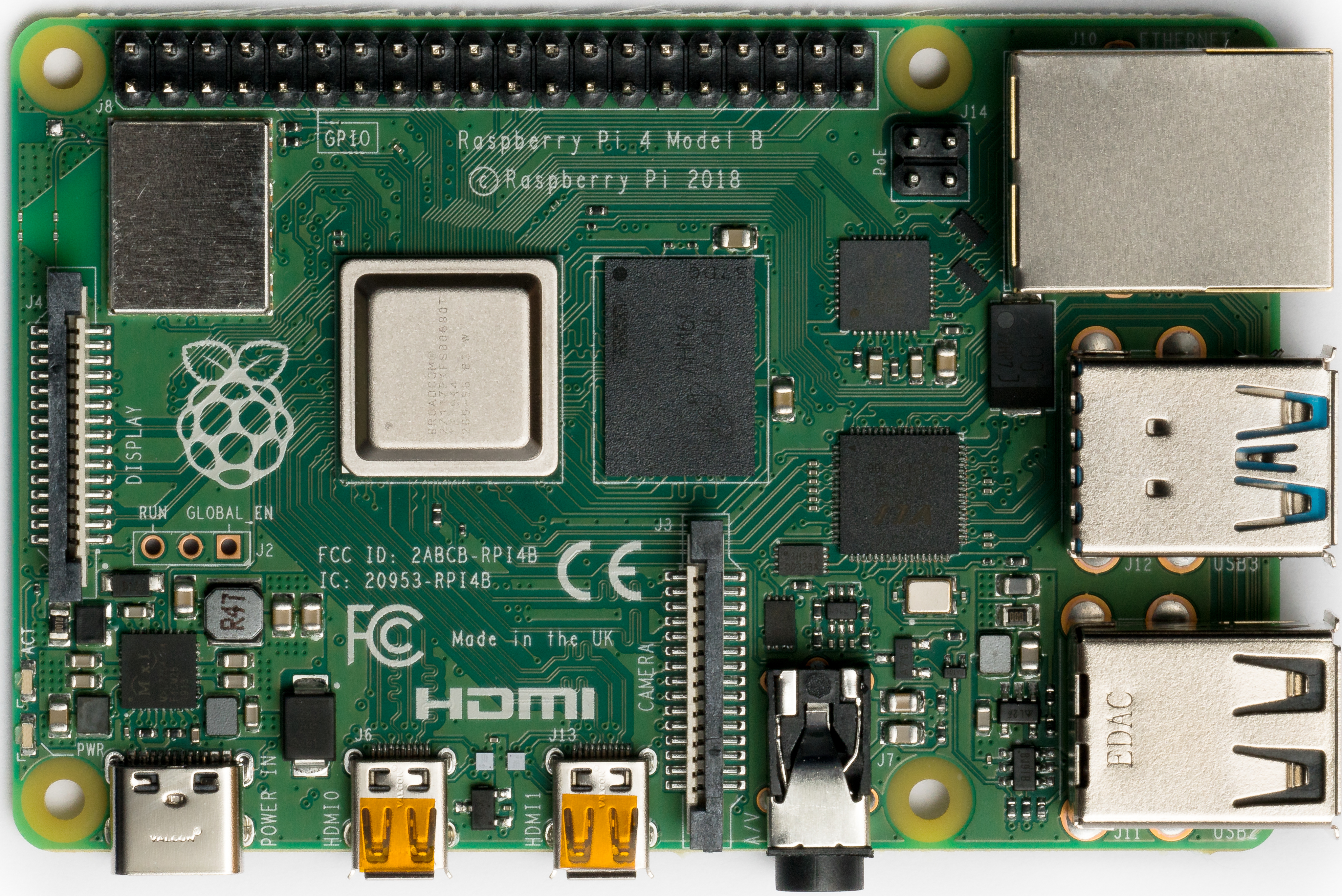
Raspberry Pi 4 B，于2019年发佈。

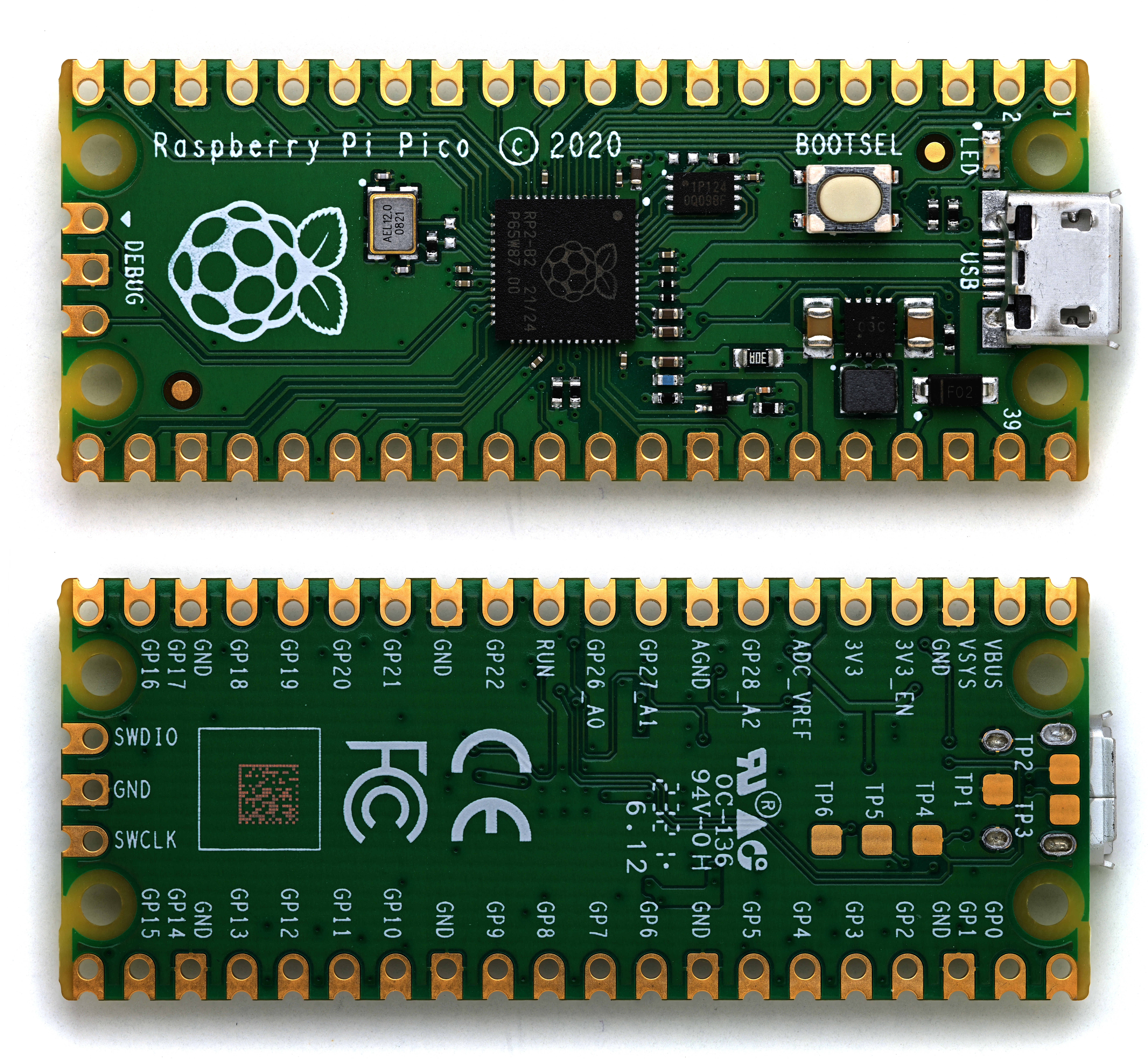
Raspberry Pi Pico，于2021年发佈。

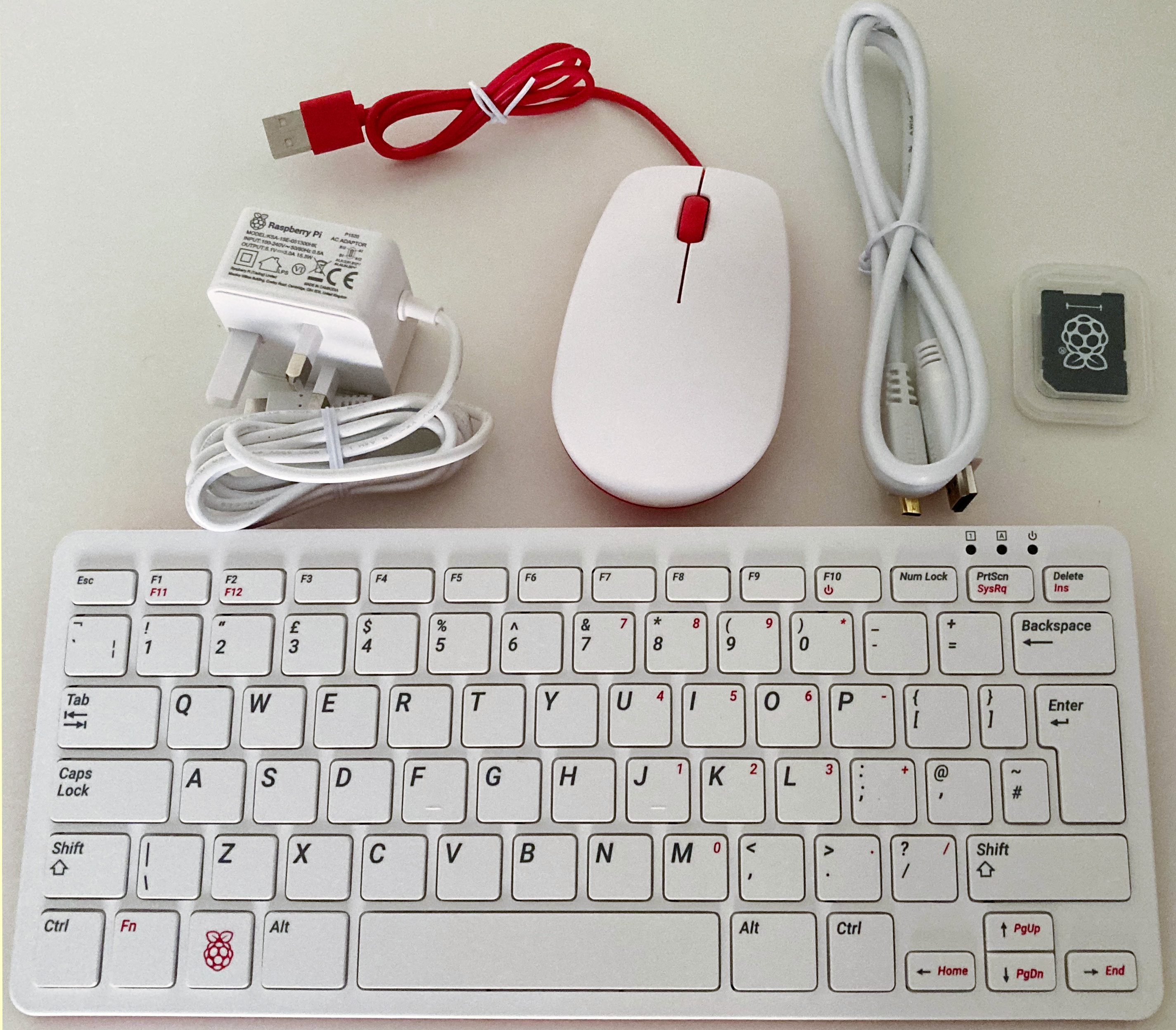
Raspberry Pi 400 Kit

树莓派已经衍生了几代产品。除了作为单片机的Pico，每一代均使用博通（Broadcom）出产的ARM架構处理器（CPU）和集成显卡（GPU）。
处理器速度从700MHz到1.5GHz不等，RAM在256MB和8GB之間，使用SD卡存储操作系统和程序。 配備USB接口、HDMI的視頻輸出（支持聲音輸出）和RCA端子輸出，内置Ethernet/WLAN/Bluetooth網絡鏈接的方式（依據型號決定）。GPIO口提供了如 I²C的通信协议。Model B拥有8P8C 以太网接口，Pi 3,、Pi 4和Pi Zero W拥有板载Wi-Fi 802.11n和Bluetooth（藍牙）。售价由5美元到75美元不等。
Raspberry Pi 1 Model B（第一代产品）于2012年发布，随后功能更简单和更便宜的Model A发布。2014年，树莓派基金会推出经过改进的Raspberry Pi 1 Model B+。这些树莓派的大小只有一张信用卡的大小，代表主流产品线的尺寸。1年后，经过改进的A+和B+发布。 一个为了嵌入式系统的"Compute Module"计算卡于2014年4月发布。拥有更大RAM的Raspberry Pi 2于2015年2月发布。
拥有更小尺寸、更少I/O和GPIO的Raspberry Pi Zero于2015年11月发布，售价仅5美元。Raspberry Pi Zero W于2017年2月28日发布，为配置了Wi-Fi和蓝牙的Zero，售价10美元。Raspberry Pi Zero WH于2018年1月12日发布，为配备了已经焊接的GPIO口的Zero W。
Raspberry Pi 3 Model B于2016年2月发布，配备1.2 GHz 64-bit博通BCM2837处理器，新增了802.11n Wi-Fi、蓝牙功能和USB启动功能。Raspberry Pi 3 Model B+于2018年的Pi Day（3月14日）发布，配备更快的1.4 GHz 64-bit处理器和快3倍的千兆以太网或2.4 / 5 GHz双频802.11ac Wi-Fi （100 Mbit/s）。同时配备Power over Ethernet (PoE) ，USB启动和网络启动功能，SD卡不再是必须的。
Raspberry Pi 4 Model B于2019年6月底发布，处理器升级为1.5GHz的博通BCM2711（四核Cortex-A72），增大了板载内存容量，为1/2/4GB，蓝牙升级为5.0，拥有2个USB2.0接口，2个USB3.0接口，电源也采用了较新的USB-C接口，售价依照1GB機種賣35美元，2GB機種賣45美元，4GB機種賣55美元。2020年为树莓派发行8周年，2月28日将2GB版降价至35美元，同时逐渐停售1GB版；5月28日推出8GB版，售价75美元。2020年10月19日，Raspberry pi 4 compute module 上市，使用全新尺寸55 x 45  mm 新尺寸。2020年11月4日，Raspberry Pi 400發佈。
Raspberry Pi 5于2023年9月底发布，使用的SoC为博通BCM2712（4核心64位Cortex-A76处理器，VideoCore VII图形处理器，16纳米制程），首次应用了树莓派基金会自行研发的RP1集成式I/O控制器（台积电40LP制程），搭载了4/8GB LPDDR4X-4267内存。4GB版本售价为60美元，8GB版本售价为80美元。
| 型号              | Model | 内存            | 尺寸                      | 以太网 | Wi-Fi | GPIO   | 发布时间 | 停产 |
| ----------------- | ----- | --------------- | ------------------------- | ------ | ----- | ------ | -------- | ---- |
| Raspberry Pi 1    | B     | 512 MB（256MB） | 标准 (85.60 mm × 56.5 mm) | 是     | 否    | 26-pin | 2012     | 是   |
| Raspberry Pi 1    | A     | 256MB           | 标准 (85.60 mm × 56.5 mm) | 否     | 否    | 26-pin | 2013     | 是   |
| Raspberry Pi 1    | B+    | 512 MB          | 标准 (85.60 mm × 56.5 mm) | 是     | 否    | 40-pin | 2014     |      |
| Raspberry Pi 1    | A+    | 512 MB          | 紧凑 (65 mm × 56.5 mm)    | 否     | 否    | 40-pin | 2014     |      |
| Raspberry Pi 2    | B     | 1 GB            | 标准                      | 是     | 否    | 40-pin | 2015     |      |
| Raspberry Pi Zero | Zero  | 512 MB          | Zero (65 mm × 30 mm)      | 否     | 否    | 40-pin | 2015     |      |
| Raspberry Pi Zero | W/WH  | 512 MB          | Zero (65 mm × 30 mm)      | 否     | 是    | 40-pin | 2017     |      |
| Raspberry Pi Zero | 2W    | 512 MB          | Zero (65 mm × 30 mm)      | 否     | 是    | 40-pin | 2021     |      |
| Raspberry Pi 3    | B     | 1 GB            | 标准                      | 是     | 是    | 40-pin | 2016     |      |
| Raspberry Pi 3    | A+    | 512 MB          | 紧凑                      | 否     | 是    | 40-pin | 2018     |      |
| Raspberry Pi 3    | B+    | 1 GB            | 标准                      | 是     | 是    | 40-pin | 2018     |      |
| Raspberry Pi 4    | B     | 1 GB            | 标准                      | 是     | 是    | 40-pin | 2019     | 是   |
| Raspberry Pi 4    | B     | 2 GB            | 标准                      | 是     | 是    | 40-pin | 2019     |      |
| Raspberry Pi 4    | B     | 4 GB            | 标准                      | 是     | 是    | 40-pin | 2019     |      |
| Raspberry Pi 4    | B     | 8 GB            | 标准                      | 是     | 是    | 40-pin | 2020     |      |
| Raspberry Pi 400  | -     | 4 GB            | 286 mm × 122 mm × 23 mm   | 是     | 是    | 40-pin | 2020     |      |
| Raspberry Pi 5    | B     | 4 GB            | 标准                      | 是     | 是    | 40-pin | 2023     |      |
| Raspberry Pi 5    | B     | 8 GB            | 标准                      | 是     | 是    | 40-pin | 2023     |      |
| Raspberry Pi 5    | B     | 16 GB           | 标准                      | 是     | 是    | 40-pin | 2025     |      |

## 硬件

B型的模块框图；A型没有最下面的两个模块 (Ethernet 實際上是接在USB HUB的網卡)

Raspberry Pi的硬件已经发展了好几个版本，在RAM大小和外围设备支持方面都发生了很大的变化。

### 硬件规格
以下为树莓派系列计算机的硬件规格列表
| 型号          | 1A                                                                                          | 1A+                                                                       | 1B                                                                                         | 1B+                                                                       | 2B                                                                        | 3B                                                                        | 3B+                                                                       | 3A+                                                                       | 4B                                                                       | 400                                                                      | 5                                                                        |  |
| ------------- | ------------------------------------------------------------------------------------------- | ------------------------------------------------------------------------- | ------------------------------------------------------------------------------------------ | ------------------------------------------------------------------------- | ------------------------------------------------------------------------- | ------------------------------------------------------------------------- | ------------------------------------------------------------------------- | ------------------------------------------------------------------------- | ------------------------------------------------------------------------ | ------------------------------------------------------------------------ | ------------------------------------------------------------------------ |  |
| 上市价格(USD) | $25                                                                                         | $20                                                                       | $35                                                                                        | $35                                                                       | $35                                                                       | $35                                                                       | $35                                                                       | $35                                                                       | $35/45/55/75                                                             | $70                                                                      | $60/80                                                                   |  |
| SoC           | Broadcom BCM2835（CPU，GPU DSP和SDRAM、USB）                                                | Broadcom BCM2835（CPU，GPU DSP和SDRAM、USB）                              | Broadcom BCM2835（CPU，GPU DSP和SDRAM、USB）                                               | Broadcom BCM2835（CPU，GPU DSP和SDRAM、USB）                              | Broadcom BCM2836（CPU，GPU DSP和SDRAM、USB）                              | Broadcom BCM2837（CPU，GPU DSP和SDRAM、USB）                              | Broadcom BCM2837（CPU，GPU DSP和SDRAM、USB）                              | Broadcom BCM2837（CPU，GPU DSP和SDRAM、USB）                              | Broadcom BCM2711                                                         | Broadcom BCM2711                                                         | Broadcom BCM2712                                                         |  |
| CPU           | ARM1176JZF-S核心（ARM11系列）700MHz (單核心)                                                | ARM1176JZF-S核心（ARM11系列）700MHz (單核心)                              | ARM1176JZF-S核心（ARM11系列）700MHz (單核心)                                               | ARM1176JZF-S核心（ARM11系列）700MHz (單核心)                              | ARM Cortex-A7 (ARMv7系列) 900MHz (四核心)                                 | ARM Cortex-A53 64位 (ARMv8系列) 1.2GHz (四核心)                           | ARM Cortex-A53 64位 (ARMv8系列) 1.4GHz (四核心)                           | ARM Cortex-A53 64位 (ARMv8系列) 1.4GHz (四核心)                           | ARM Cortex-A72 (ARMv8系列) 1.5GHz (四核心)                               | ARM Cortex-A72 (ARMv8系列) 1.5GHz (四核心)                               | 四核心ARM Cortex-A76(ARMv8.2指令集)2.4GHz                                |  |
| GPU           | Broadcom VideoCore IV, OpenGL ES 2.0, 1080p 30 h.264/MPEG-4 AVC高清解码器                   | Broadcom VideoCore IV, OpenGL ES 2.0, 1080p 30 h.264/MPEG-4 AVC高清解码器 | Broadcom VideoCore IV, OpenGL ES 2.0, 1080p 30 h.264/MPEG-4 AVC高清解码器                  | Broadcom VideoCore IV, OpenGL ES 2.0, 1080p 30 h.264/MPEG-4 AVC高清解码器 | Broadcom VideoCore IV, OpenGL ES 2.0, 1080p 30 h.264/MPEG-4 AVC高清解码器 | Broadcom VideoCore IV, OpenGL ES 2.0, 1080p 30 h.264/MPEG-4 AVC高清解码器 | Broadcom VideoCore IV, OpenGL ES 2.0, 1080p 30 h.264/MPEG-4 AVC高清解码器 | Broadcom VideoCore IV, OpenGL ES 2.0, 1080p 30 h.264/MPEG-4 AVC高清解码器 | H.265 (4Kp60), H.264 (1080p60 / 1080p30)，OpenGL ES 3.0                  | H.265 (4Kp60), H.264 (1080p60 / 1080p30)，OpenGL ES 3.0                  | H.265 (4Kp60), OpenGL ES 3.1, Vulkan 1.2                                 |  |
| 内存          | 256 MB（与GPU共享，可以理解为集成显卡的显存与内存共享）                                     | 256 MB（与GPU共享，可以理解为集成显卡的显存与内存共享）                   | 256MB, 512 MB（2012年10月15日打后）                                                        | 256MB, 512 MB（2012年10月15日打后）                                       | 1 GB (LPDDR2)                                                             | 1 GB (LPDDR2)                                                             | 1 GB (LPDDR2)                                                             | 512MB (LPDDR2)                                                            | 2/4/8 GB (LPDDR4-3200)                                                   | 4GB (LPDDR4-3200）                                                       | 4/8GB(LPDDR4X-4267                                                       |  |
| USB 接口个数  | USB 2.0（1个）                                                                              | USB 2.0（1个）                                                            | USB 2.0（2个）                                                                             | USB 2.0（4个）                                                            | USB 2.0（4个）                                                            | USB 2.0（4个）                                                            | USB 2.0（4个）                                                            | USB 2.0（1个）                                                            | USB 2.0（2个），USB 3.0（2个）                                           | USB 2.0（1个），USB 3.0（2个）                                           | USB 2.0（2个），USB 3.0（2个）                                           |  |
| 影像輸入      | 15-針頭 MIPI 相機 (CSI) 界面，可被樹莓派相機或樹莓派相機(無紅外線版)使用                    | 15-針頭 MIPI 相機 (CSI) 界面，可被樹莓派相機或樹莓派相機(無紅外線版)使用  | 15-針頭 MIPI 相機 (CSI) 界面，可被樹莓派相機或樹莓派相機(無紅外線版)使用                   | 15-針頭 MIPI 相機 (CSI) 界面，可被樹莓派相機或樹莓派相機(無紅外線版)使用  | 15-針頭 MIPI 相機 (CSI) 界面，可被樹莓派相機或樹莓派相機(無紅外線版)使用  | 15-針頭 MIPI 相機 (CSI) 界面，可被樹莓派相機或樹莓派相機(無紅外線版)使用  | 15-針頭 MIPI 相機 (CSI) 界面，可被樹莓派相機或樹莓派相機(無紅外線版)使用  | 15-針頭 MIPI 相機 (CSI) 界面，可被樹莓派相機或樹莓派相機(無紅外線版)使用  | 15-針頭 MIPI 相機 (CSI) 界面，可被樹莓派相機或樹莓派相機(無紅外線版)使用 | 15-針頭 MIPI 相機 (CSI) 界面，可被樹莓派相機或樹莓派相機(無紅外線版)使用 | 15-針頭 MIPI 相機 (CSI) 界面，可被樹莓派相機或樹莓派相機(無紅外線版)使用 |  |
| 影像輸出      | 視像用RCA端子（PAL & NTSC）及全尺寸HDMI 界面可使用14種分辨率，分別從640×350到1920×1200之間  | 全尺寸HDMI                                                                | 視像用RCA端子（PAL & NTSC）及全尺寸HDMI 界面可使用14種分辨率，分別從640×350到1920×1200之間 | 全尺寸HDMI（1个），MIPI DSI 影像接口（1个）                               | 全尺寸HDMI（1个），MIPI DSI 影像接口（1个）                               | 全尺寸HDMI（1个），MIPI DSI 影像接口（1个）                               | 全尺寸HDMI（1个），MIPI DSI 影像接口（1个）                               | 全尺寸HDMI（1个），MIPI DSI 影像接口（1个）                               | Micro-HDMI（2个），最大支持4Kp60，MIPI DSI 影像接口（1个）               | Micro-HDMI（2个），最大支持4Kp60，MIPI DSI 影像接口（1个）               | Micro-HDMI（2个），最大支持4Kp60，MIPI DSI 影像接口（1个）               |  |
| 音源輸入      | I²S                                                                                         | I²S                                                                       | I²S                                                                                        | I²S                                                                       | I²S                                                                       | I²S                                                                       | I²S                                                                       | I²S                                                                       | I²S                                                                      | I²S                                                                      | I²S                                                                      |  |
| 音源輸出      | 3.5mm插孔，HDMI電子輸出或I²S                                                                | 3.5mm插孔，HDMI電子輸出或I²S                                              | 3.5mm插孔，HDMI電子輸出或I²S                                                               | 3.5mm插孔，HDMI電子輸出或I²S                                              | 3.5mm插孔，HDMI電子輸出或I²S                                              | 3.5mm插孔，HDMI電子輸出或I²S                                              | 3.5mm插孔，HDMI電子輸出或I²S                                              | 3.5mm插孔，HDMI電子輸出或I²S                                              | 3.5mm插孔，HDMI電子輸出或I²S                                             | 3.5mm插孔，HDMI電子輸出或I²S                                             | HDMI電子輸出                                                             |  |
| 板载存储      | SD / MMC / SDIO卡插槽                                                                       | MicroSD卡插槽                                                             | SD / MMC / SDIO卡插槽                                                                      | MicroSD卡插槽                                                             | MicroSD卡插槽                                                             | MicroSD卡插槽                                                             | MicroSD卡插槽                                                             | MicroSD卡插槽                                                             | MicroSD卡插槽                                                            | MicroSD卡插槽                                                            | MicroSD卡插槽                                                            |  |
| 網絡接口      | 无（需通過USB）                                                                             | 无（需通過USB）                                                           | 10/100Mbps 乙太網接口（RJ45接口）                                                          | 10/100Mbps 乙太網接口（RJ45接口）                                         | 10/100Mbps 乙太網接口（RJ45接口）                                         | 10/100Mbps 乙太網接口（RJ45接口），支持802.11n无线网络及蓝牙4.1           | 100/1000Mbps 以太网接口（RJ45接口），支持802.11n无线网络及蓝牙4.1         | 100/1000Mbps 以太网接口（RJ45接口），支持802.11n无线网络及蓝牙4.1         | 千兆以太网，支持双频802.11ac的无线网络及蓝牙5.0                          | 千兆以太网，支持双频802.11ac的无线网络及蓝牙5.0                          | 千兆以太网，支持双频802.11ac的无线网络及蓝牙5.0                          |  |
| GPIO引脚数    | 26                                                                                          | 40                                                                        | 26                                                                                         | 40                                                                        | 40                                                                        | 40                                                                        | 40                                                                        | 40                                                                        | 40                                                                       | 40                                                                       | 40                                                                       |  |
| 外設          | 8個GPIO, 外加下列外設(亦可當作GPIO使用)：UART、I²C、帶兩個選擇的SPI總線，+3.3 V、+5 V、地線 | 14個GPIO及HAT規格鋪設                                                     | 除A型所擁有之外設之外，亦有4個GPIO可供用戶使用(需自行焊接電路)                             | 14個GPIO及HAT規格鋪設                                                     | 14個GPIO及HAT規格鋪設                                                     | 14個GPIO及HAT規格鋪設                                                     | 14個GPIO及HAT規格鋪設                                                     | 14個GPIO及HAT規格鋪設                                                     | 14個GPIO及HAT規格鋪設                                                    | 14個GPIO及HAT規格鋪設                                                    | 14個GPIO及HAT規格鋪設                                                    |  |
| 额定功率      | 1.5 瓦 (5V/300mA)                                                                           | 1 瓦 (5V/200mA)                                                           | 3.5 瓦 (5V/700mA)                                                                          | 3.0 瓦 (5V/600mA)                                                         | 4.0 瓦 (5V/800mA)                                                         | 10.5 瓦 (5V/2.1A)                                                         | 10.5 瓦 (5V/2.1A)                                                         | 10.5 瓦 (5V/2.1A)                                                         | 15 瓦 (5V/3A)                                                            | 15 瓦 (5V/3A)                                                            | 25 瓦(5V/5A)                                                             |  |
| 电源输入      | 5V 電壓 (通过MicroUSB或經GPIO輸入)                                                          | 5V 電壓 (通过MicroUSB或經GPIO輸入)                                        | 5V 電壓 (通过MicroUSB或經GPIO輸入)                                                         | 5V 電壓 (通过MicroUSB或經GPIO輸入)                                        | 5V 電壓 (通过MicroUSB或經GPIO輸入)                                        | 5V 電壓 (通过MicroUSB或經GPIO輸入)                                        | 5V 電壓 (通过MicroUSB或經GPIO輸入)                                        | 5V 電壓 (通过MicroUSB或經GPIO輸入)                                        | 5V 電壓 (通过USB-C或經GPIO輸入)                                          | 5V 電壓 (通过USB-C或經GPIO輸入)                                          | 5V 電壓 (通过USB-C或經GPIO輸入)                                          |  |
| 总体尺寸      | 85.60 × 53.98 毫米（3.370 × 2.125 英寸）                                                    | 65 × 56.5 × 10 毫米（2.56 × 2.22 × 0.4 英寸）                             | 65 × 56.5 × 10 毫米（2.56 × 2.22 × 0.4 英寸）                                              | 85.60 × 53.98 毫米（3.370 × 2.125 英寸）                                  | 85.60 × 53.98 毫米（3.370 × 2.125 英寸）                                  | 85.60 × 53.98 毫米（3.370 × 2.125 英寸）                                  | 85.60 × 53.98 毫米（3.370 × 2.125 英寸）                                  | 65 × 56.5 × 10 毫米（2.56 × 2.22 × 0.4 英寸）                             | 85.60 × 53.98 毫米（3.370 × 2.125 英寸）                                 | 286 mm × 122 mm × 23 mm                                                  | 85.60 × 53.98 毫米（3.370 × 2.125 英寸）                                 |  |
| 重量          | 45 g（1.6 oz）                                                                              | 45 g（1.6 oz）                                                            | 23 g（0.81 oz）                                                                            | 45 g（1.6 oz）                                                            | 45 g（1.6 oz）                                                            | 45 g（1.6 oz）                                                            |                                                                           |                                                                           |                                                                          |                                                                          |                                                                          |  |
| 型号          | 1A                                                                                          | 1A+                                                                       | 1B                                                                                         | 1B+                                                                       | 2B                                                                        | 3B                                                                        | 3B+                                                                       | 3A+                                                                       | 4B                                                                       | 400                                                                      | 5                                                                        |  |

注
1. A型和B型之命名是在文化上参考了英国教育性质的BBC Micro电脑[30]， 由BBC廣播公司所支持及供款， 艾康電腦（英語：Acorn Computers）公司所开发。艾康電腦公司开发了ARM架构处理器（树莓派硬件所属于的架构），以及开发了运行在树莓派上的操作系统RISC OS.

1. BCM2711芯片时采用的是28纳米制程，优于前代的40纳米。

#### Pi Zero

树莓派Zero 2 W的接口及芯片位置

### 主要接口
| - 树莓派Zero 2 W的接口及芯片位置 | - 树莓派1A上的接口及芯片位置 - 树莓派1A+ 1.1版 | - 树莓派1B 1.2版 - 树莓派1B+ 1.2版 和 树莓派2 - 树莓派3B上的接口及芯片位置 - 树莓派4B上的接口及芯片位置 - 树莓派5上的接口及芯片位置 |  |

#### Model A

树莓派1A上的接口及芯片位置
树莓派1A+ 1.1版

#### Model B

树莓派1B 1.2版
树莓派1B+ 1.2版 和 树莓派2
树莓派3B上的接口及芯片位置
树莓派4B上的接口及芯片位置
树莓派5上的接口及芯片位置

### GPIO 引脚
| GPIO#                             | 2nd func   | pin# |  | pin# | 2nd func    | GPIO#  |
| --------------------------------- | ---------- | ---- |  | ---- | ----------- | ------ |
| N/A                               | +3V3       | 1    |  | 2    | +5V         | N/A    |
| GPIO2                             | SDA1 (I2C) | 3    |  | 4    | +5V         | N/A    |
| GPIO3                             | SCL1 (I2C) | 5    |  | 6    | GND         | N/A    |
| GPIO4                             | GCLK       | 7    |  | 8    | TXD0 (UART) | GPIO14 |
| N/A                               | GND        | 9    |  | 10   | RXD0 (UART) | GPIO15 |
| GPIO17                            | GEN0       | 11   |  | 12   | GEN1        | GPIO18 |
| GPIO27                            | GEN2       | 13   |  | 14   | GND         | N/A    |
| GPIO22                            | GEN3       | 15   |  | 16   | GEN4        | GPIO23 |
| N/A                               | +3V3       | 17   |  | 18   | GEN5        | GPIO24 |
| GPIO10                            | MOSI (SPI) | 19   |  | 20   | GND         | N/A    |
| GPIO9                             | MISO (SPI) | 21   |  | 22   | GEN6        | GPIO25 |
| GPIO11                            | SCLK (SPI) | 23   |  | 24   | CE0_N (SPI) | GPIO8  |
| N/A                               | GND        | 25   |  | 26   | CE1_N (SPI) | GPIO7  |
| (树莓派1的A型和B型的針腳只到這裡) |            |      |  |      |             |        |
| EEPROM                            | ID_SD      | 27   |  | 28   | ID_SC       | EEPROM |
| GPIO5                             | N/A        | 29   |  | 30   | GND         | N/A    |
| GPIO6                             | N/A        | 31   |  | 32   | -           | GPIO12 |
| GPIO13                            | N/A        | 33   |  | 34   | GND         | N/A    |
| GPIO19                            | N/A        | 35   |  | 36   | N/A         | GPIO16 |
| GPIO26                            | N/A        | 37   |  | 38   | Digital IN  | GPIO20 |
| N/A                               | GND        | 39   |  | 40   | Digital OUT | GPIO21 |

| Function | 2nd func  | pin# |  | pin# | 2nd func   | Function |
| -------- | --------- | ---- |  | ---- | ---------- | -------- |
| N/A      | +5V       | 1    |  | 2    | +3V3       | N/A      |
| GPIO28   | GPIO_GEN7 | 3    |  | 4    | GPIO_GEN8  | GPIO29   |
| GPIO30   | GPIO_GEN9 | 5    |  | 6    | GPIO_GEN10 | GPIO31   |
| N/A      | GND       | 7    |  | 8    | GND        | N/A      |

## 操作系统
- Raspberry Pi OS - 树莓派主要使用以Linux内核的操作系统，目前Raspberry Pi OS是Raspberry Pi所有型号的官方操作系统。[9]

### PINN（前身為NOOBS）
- NOOBS[31]- NOOBS是树莓派官方操作系统安装管理器，在安裝NOOBS後於開機時，可選擇OS開機，或安装OS。[32]
- PINN（PINN Is Not NOOBS，PINN不是NOOBS） - PINN是NOOBS的加強版。

### Raspberry Pi官方推荐第三方操作系统
- Ubuntu MATE - 2016年4月由官網推出Raspberry Pi版本。
- Ubuntu Core - Ubuntu的開發由英國Canonical有限公司主導，南非企業家Mark Shuttleworth所創立。Canonical通過銷售與Ubuntu相關的技術支援和其他服務來產生收益。
- Ubuntu Server - 自Ubuntu 5.10版（Breezy Badger）起，與電腦版同步發行，可當作多種軟體伺服器，如電子郵件伺服器、基於LAMP的Web網站伺服器、DNS伺服器、檔案伺服器與資料庫伺服器等。伺服器版通常不預裝任何桌面環境，與電腦版本相比，佔用空間少，執行時對硬體要求較低，最少只需要500MB硬碟空間和64MB記憶體。
- OSMC[33]- OSMC成立於2014年， 是一個以Linux核心的免費開源媒體播放器， 可讓你從本地網絡存儲設備和Internet播放媒體。
- LibreELEC[34]- LibreELEC是專為Kodi在當前的媒體中心硬件上構建的輕量級“剛剛足夠的操作系統”Linux發行版。
- Mozilla WebThings[35]- Mozilla WebThings是Mozilla的Web of Things的開源實現，包括WebThings Gateway和WebThings框架。
- PiNet[36]- Raspberry Pi教室的免費和開源集中式用戶帳戶和文件存儲用Linux。
- RISC OS - 在2011年，一個移植的Cortex-A9 PandaBoard已宣布和樹莓派在公眾場合露面的開發版本可免費下載的候選發布版已跟進，這版本已免費提供樹莓派用戶。[37]
- Weather Station[38]- Raspberry Pi Oracle Weather Station的Raspbian映像檔。
- IchigoJam RPi[39]- 將Raspberry Pi直接引導到IchigoJam BASIC介面運作。[9]

### 其他操作系统
- Windows 10 IoT Core - "Windows 10 IoT 核心版"為微軟提供的免費 Windows 10版本，又稱為物聯網核心，在樹莓派2以上版本都可運作正常，目前已停止支援。[40]
- Windows 10 ARM - 非官方支援，Windows 10在ARM64平台上的版本，提供仿32和仿64的X86應用程序模擬運行。
- Windows 11 ARM - 非官方支援，Windows 11在ARM64所推出的版本，提供仿64的X86應用程序模擬運行。
- Arch Linux ARM - 非官方支援，由Arch Linux ARM專案維護。
- Pidora - 為 Raspberry Pi移植的Fedora的重製版本。
- Puppy Linux - 是一個小型的Linux獨立發行版。包含SeaMonkey, AbiWord, Gnumeric, Gxine/xine等應用程式。 該發行版現由Barry Kauler等維護。
- openSUSE - 前身爲SUSE Linux和SuSE Linux Professional，是一個Linux發行版與項目，由SUSE Linux GmBH與其他公司贊助。
- Fedora Remix - 是較具知名度的Linux發行套件之一，由Fedora專案社群開發、紅帽公司贊助，目標是建立一套新穎、多功能並且自由（開放原始碼）的作業系統。
- Slackware ARM - 是Slackware Linux, Inc的Patrick Volkerding製作的Linux發行版本。它力圖成為「UNIX風格」的Linux發行版本。它的方針是只吸收穩定版本的應用程式，並且缺少其他Linux版本中那些為發行版本客製化的組態工具。
- FreeBSD 与 NetBSD  - BSD中較為普遍使用的操作系统.
- Plan 9 from Bell Labs - 貝爾實驗室九號計畫是一個分散式作業系統，由貝爾實驗室的計算科學研究中心在1980年代中期至2002年開發，以作為UNIX的後繼者。它現在仍然被作業系統的研究者和愛好者開發使用。
- Moebius[41]- 以Debian藍圖設計的輕量級ARM HF發行版。 它使用Raspbian存儲庫可容納128 GB SD卡。 它僅具有最少的服務，並且其內存使用已優化以保持較小的佔用空間。
- OpenWrt - 經常運用在嵌入式裝置上，用來路由網路傳輸。
- Kali Linux - 一個由Debian派生出來的發行版，設計用來做數位取證和滲透測試。
- Pardus ARM[42]- 一个基于Debian的操作系统，也是Pardus的轻量级版本。
- Instant WebKiosk[43]- Instant WebKiosk是基於Debian GNU / Linux的作業系統。Binary Emotions完全專注於Raspberry Pi操作系統。
- Minepeon[44]- 是用於挖掘加密貨幣的專用操作系統。
- Kano OS[45]- 一個為專為兒童使用者製作的操作系統。
- Nard SDK[46]- Nard GNU / Linux是Raspberry Pi的軟件開發套件（SDK） 。與“普通” Linux發行版不同，Nard 完全旨在開發可在遠程位置晝夜運行的 嵌入式操作系统。Nard在 Raspberry Pi中的運行方式類似於PC中的 Live USB。在啟動過程中，所有內容都上傳到RAM並從那裡執行。
- Sailfish OS - 是一個以Linux為基礎的開放原始碼作業系統，主要用於移動裝置，由諾基亞前員工成立的Jolla公司在諾基亞於2011年放棄的MeeGo系統的社區開發Mer專案基礎上開發而來。
- Tiny Core Linux - Tiny Core Linux是一個基於Linux4.x版本核心，採用BusyBox、Tiny X、FLTK 和其它小型軟體構築的帶圖形化使用者介面的微型Linux作業系統。由於體積很小，大約10MB，故採用整體裝載入RAM的方式執行，速度很快。
- IPFire[47]- IPFire 是一個關注於安全的 Linux 發行版，其應用場景是當路由器和防火牆，其配有直觀的 Web管理界面，僅在Raspberry Pi 1上運行； 目前暫不計劃移植到Raspberry Pi 2以上版本。
- xv6 - xv6是在ANSI C中針對多處理器x86系統的Unix第六版。
- 與數位媒體中心有關的作業系統：OpenELEC，Xbian[48]，Rasplex[49]，LibreELEC[50]
- 與音樂有關的作業系統：Volumio[51]，Pimusicbox[52]，Runeaudio[53]，moOdeaudio[54]。
- 與復古電動遊戲有關的作業系統：Retropie[55]，Recalbox[56]，Happi Game Center[57]，Lakka[58]，ChameleonPi[59]，Piplay[60]。

## 附件
在2012年5月18日，该基金会在其博客中汇报了他们的测试原型相机模块。该样机采用的是1400万像素的模块。2013年5月14日，樹莓派基金會發布了第一代相機模塊，擁有500萬像素，透過排線和位在乙太網路孔和HDMI孔之間的CSI孔連接。2013年10月，該基金會發布了去除紅外光濾鏡的相機模塊，稱為Pi NoIR。2016年4月25日，該基金會發布了第二代相機模塊(普通版和無紅外光濾鏡版)，擁有800萬像素。
许多树莓派附件器件和外壳都可以从第三方供应商得到。这些包括的树莓派基金会批准，专为教育目的而设计的Gertboard板，这板扩展了树莓派的GPIO引脚，允许控制连接到LEDs、开关、模拟信号、传感器和其他器件。它还包括一个可选的Arduino兼容控制器连接到Pi。

## 社群
自由及开放源代码软件公司AdaCore的Jamie Ayre描述树莓派项目中最令人兴奋的部分是社区。社区博客罗素·戴维斯（Russell Davis）说，社区力量使基金会专注于文档和教学。社区爱好者发展的围绕着平台的杂志，例如电子杂志《The MagPi》。在英國的圣母高中的信息和通信技术教师 艾伦·O'Donohoe的带领下，社区展开了名为“树莓酱”的一系列社区教学活动，在英国各地举行，和其他更远的地方。并且，以教师为主导的社区开始建立一个众包（Crowd Source）的工作计划。
爱好者经常聚会、交流使用心得，称这类聚会为“树莓酱”（Raspberry Jam）。英国曼彻斯特、马汉莱斯、美国硅谷、新加坡等地也举办过树莓酱聚会。

## 应用

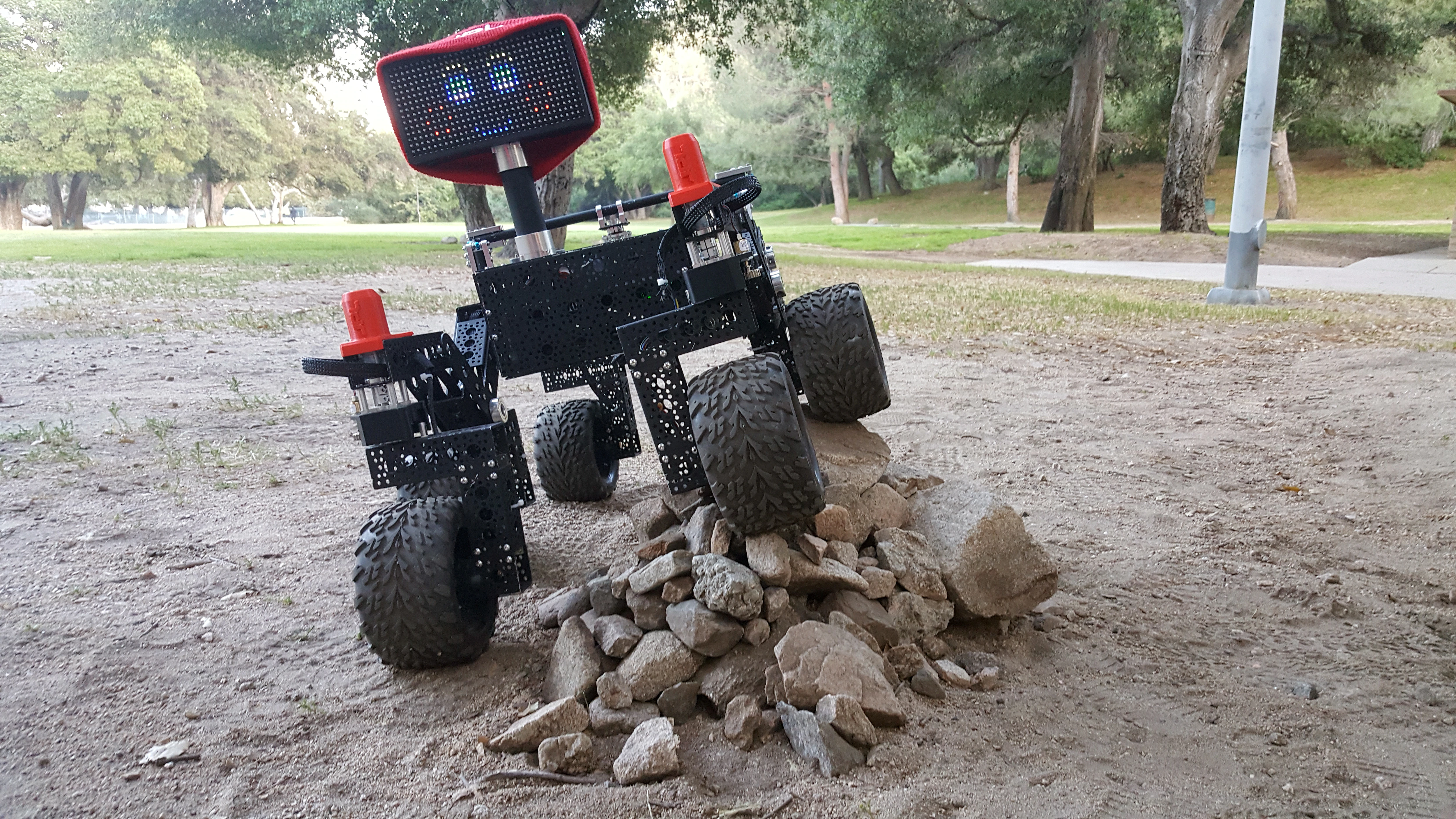
NASA JPL的Open Source Rover開源項目

南安普敦大學的電腦工程師們使用64個树莓派構建了一套廉價的「超級電腦」。命名為Iridis-Pi，取自該校的另外一台超級電腦Iridis。其主要目的是為了啟發學生們進行高性能計算方面的研究，甚至自己也可以輕鬆構建。
該「超級電腦」擁有64個處理器，採用如樂高積木的方式累加而成，使用訊息傳遞介面通過以太網實現連通。每個树莓派裝備了一張16GB SD卡，所以整套系統具備1TB的存储空间。總造價在2500英鎊以下。
Simon Cox教授表示他們嘗試了在該超級電腦上運行Pi測試，不過沒有公佈運算測試。
截至2012年1月，在英国已收到来自公立学校的和独立（私立）学校的董事会的查询，后者数量是前者数量的5倍左右。希望企业将赞助购买条件较差的学校。分销商Premier Farnell集团的CEO说，在中东的一个国家政府已表示有兴趣提供每一个女学生一个电路板，以提高她们的就业前景。
2018年，美國國家航空航天局推出了開源的Open Source Rover項目，該項目是火星探測車好奇號的縮小版，使用Raspberry Pi作為控制模塊，鼓勵學生和業餘愛好者參與機械，軟件，電子和機器人工程。

## 太空派
2014年12月，英国宇航署啟用這個太空派的計畫。太空派選拔賽在2015年1月開始，開放給英國所有中小學生參加。
欧洲空间局的英國籍宇航員提姆·皮克在他的任務期間帶了兩塊樹莓派上國際空間站。他在軌道上把優勝隊伍撰寫的程式碼載入，收集資料並傳回地球。

## 历史
2006年，早期的树莓派的概念來源於Atmel的ATmega644單片機。其原理圖和PCB佈局可供公眾下載。基金會受託人埃·厄普頓（Eben Upton）彙集了一批教師學者和電腦愛好者，製作一套啟發孩子的電腦。這種電腦是受到了1981年的艾康電腦公司的BBC Micro電腦的啟發。第一台ARM電腦的原型被裝在與一個隨身碟的大小相同的一個「盒子」中。它一端有一個USB接口，而另一端有一個HDMI接口。

### 發佈之前

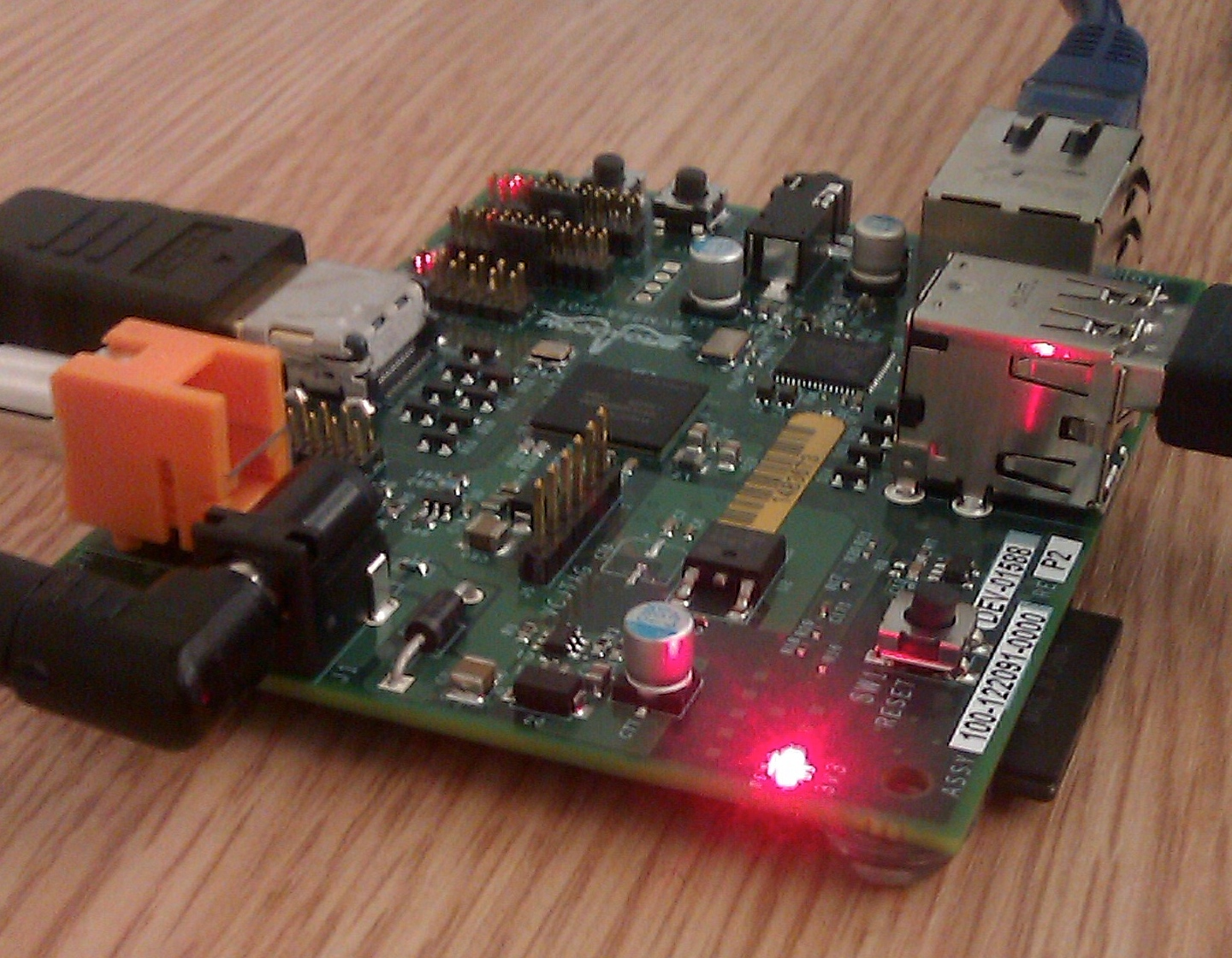
早期的树莓派alpha测试板在运行中，它的佈局板和beta和成品板不同。

2011年8月，基金會製造出第一批Alpha電路板共50片。這些電路板的功能與原計劃中的B型的相同，但體積更大以容納測試接口。該電路板的演示展示了它能運行LXDE桌面的Debian，以1080p的分辨率運行雷神之锤3，通過HDMI播放全高清MPEG-4影片。
2011年10月，RISC OS 5系統的實驗版本能夠正常運行，並且展示這個成果給大眾，并且在經過一年多的開發后，在2012年11月发佈给大众使用。
2011年12月，在100個未組裝的電路板中，二十五個B型的Beta測試版電路板被組裝和測試。測試版電路板的元件部屬與量產電路板相同。在電路板的設計上發現一個錯誤，即CPU上的一些引腳沒有保持高電平，這個錯誤在首次生產時已被修復。Beta版電路板已證明可以啟動Linux，播放1080p的電影預告片和運行Rightware Samurai的OpenGL ES基準測試。
2012年的第一週，10個電路板在eBay上被拍賣。有人匿名購買，並捐贈給座落在英國薩福克的電腦歷史博物館。這十個電路板（總零售價220英鎊）拍賣一共籌集了超過16000英鎊的資金。預計在2012年2月結束發佈之前，該基金會的伺服器因為使用者重複的刷新頁面而造成大量負載。

### 發佈
首批1萬個電路板是在中國大陸或台灣製造，而不是在英國。這是由於各個組成部分要進口關稅繳付，而成品不用。中國製造商只需要4周的準備時間，但在英國需要12周。節省下的資金可再投資於該基金會的其他研究和開發活動。
2012年3月由于乙太網路孔的安裝不良，基金會公佈首批电路板运输受到延誤。但該基金會預計，如果需要的話，未來批次的製造數量可以毫無困難地增加。
「我們已經確保能得到足夠大量具有磁性模組的乙太網路連接器，在協助提供部件方面，Premier Farnell和RS Components（两个經銷商）是極好的。」厄普頓說。
最初的銷售開始2012年2月29日06:00 UTC。同時，它宣佈，A型原本有128 MB的RAM，但在發佈之前要升級到256 MB。該基金會的網站也宣佈「在項目的開始6年後，我們的第一次開發運行就要接近結束了 - 雖然树莓派的故事才是個開始。」他們在英國本地的兩個特許專賣店銷售，由於過重的流量導致官方網站暫停服務，他們立即推出自己的網站。同時站長也懇求，「朋友～你能別如此頻繁的按F5嗎，將會使伺服器癱瘓的。」雖然還未經證實，報告顯示，有超過200萬的意向書或預購。树莓派官方Twitter帳戶報導，Premier Farnell在發售的最初幾分鐘內就銷售一空，而在第一天的RS Components的預購訂單超過10萬。截至2012年9月，已售出大約500,000板。
2012年3月，製造商被報導要接受「健康的数量」的預購訂單。

### 發佈之后
2012年4月16日有報導第一個買主收到了他們的树莓派。截至2012年5月22日，已經運送超過20000个树莓派。2012年7月16日宣布，每一天有4000个被制造，让树莓派进入了大批量生产阶段。9月5日树莓派基金会公布了B型第二次修订版。
在2012年9月6日基金会宣布大批量的树莓派将在英国制造，由位于威尔士Pencoed市的索尼工厂生產。该基金会估计，该工厂每月将生产30,000个，並将创造大约30个新的就业机会。在2012年10月，它的两个主要分销商的一些客户等待他们的订货竟超过了6个月。据报道，这是由于在采购CPU和保守的销售预测上的困难。
2014年10月23日，树莓派基金会宣布已售出大约380万台树莓派。
2015年2月2日，树莓派基金会发布了第二代产品——树莓派2，售价35美元。树莓派2采用4核Broadcom BCM2836 (ARMv7-A)芯片、双核VideoCore IV GPU和1GB内存，其余配置与树莓派B+型一致，除了支持第一代树莓派支持的操作系统外，树莓派2将能够运行Windows 10以及Snappy Ubuntu Core。

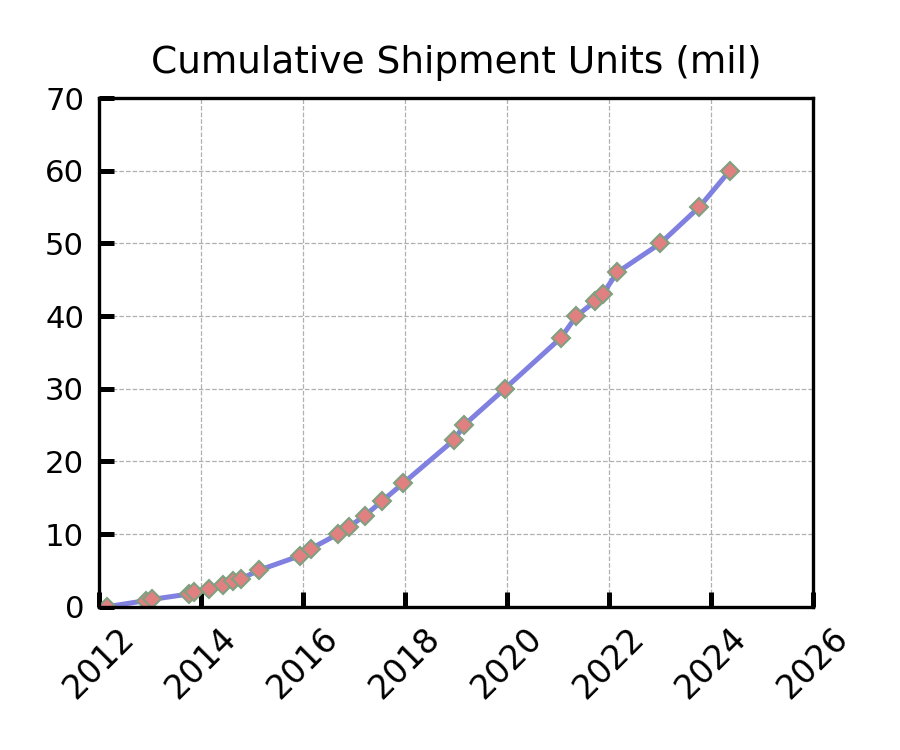
树莓派累计出货量单位 (百万台)

截至2015年2月，根据树莓派基金会统计，已经售出超过500万台树莓派，成为最畅销的英国电脑。
2015年6月8日,树莓派基金会宣布已售出大约600万台树莓派。成为英国卖得最快的个人计算机，也是英国历史上销量第二的计算机，仅次于卖出800万台的Amstrad PCW。
2015年11月26日,树莓派基金会发布了一款廉价产品——树莓派0，售价仅5美元，该产品较树莓派和树莓派2相比，具有更小的尺寸。
2016年2月29日，樹莓派基金會發布了比樹莓派2的規格還高，內建有Wi-Fi和藍芽的樹莓派3，售價仍然是35美元。樹莓派3採用4核Broadcom BCM2837(ARMv8-A)晶片，其餘配置與樹莓派2相同。
截至2016年11月，树莓派累计售出1100万台。
2017年2月28日，樹莓派基金會發布了和樹莓派3一樣內建有Wi-Fi和藍芽的樹莓派zero W，售價為10美元。
截至2017年3月，树莓派累计售出1250万台，有媒体称其成为史上第三畅销的通用计算机，位列苹果麥金塔和微软Windows个人计算机之后。
截至2017年7月，累计售出1500万台树莓派。
截至2018年3月，树莓派累计售出1900万台。
2019年6月24日，樹莓派基金會發布3種RAM容量的樹莓派4，依照容量1GB機種賣35美元，2GB機種賣45美元，4GB機種，售价为55美元。
截至2019年12月，树莓派累计售出3000万台。
2020年5月29日，樹莓派基金會發布樹莓派4 RAM8GB機種，售价为75美元。
2020年11月2日，樹莓派基金會發布樹莓派PI400，是一款塞入Raspberry Pi 4B的鍵盤一體機，只有4GB機種，售价为70美元。

## 評價

### 正面
技术作家格林·穆迪于2011年5月描述了树莓派是一个“潜在的BBC Micro2.0”项目，不是要取代而是要补充PC兼容机。在2012年3月在ITPRO上，斯蒂芬·普里查德（Stephen Pritchard）呼应了“BBC Micro的接班人”的情绪。
在英国的電腦歷史博物館大力支持树莓派项目，感觉是它可以“迎来一个新的时代”。在发布之前，树莓派板子被展示给在剑桥的ARM首席执行官Warren East，概述了谷歌的想法，以提高英国科学和技术教育。次世代报告的合著者，Alex Hope，认为儿童接触计算机编程的兴奋是充满希望。
在2012年10月树莓派赢得了T3的“年度创新奖”。

### 负面
然而，Harry Fairhead表明更多的重点应放在提高现有硬件上提供的教育软件， 例如，利用类似于谷歌手机编程软件工具（Google App Inventor）让编写程序返回学校，而不是增加新的硬件选择。ZDnet网站的文章作者之一Simon Rockman认为，青少年将"有更好的事情要做"，不用管在20世纪80年代发生的事。
一些开源项目批评了缺乏可用的硬件文档（树莓派网站上的常见问题，博通（Broadcom）公司没有为了BCM2835发布一个完整的data sheet），这可用的硬件文档发布本应该将使得其他操作系统移植到树莓派变得更容易。

## 相關条目
- BBC Micro – 历史上的微电脑系列，它启发了Raspberry Pi项目
- Arduino – 开源的单板机控制器Arduino
- Aakash平板电脑 – 由印度政府、印度理工學院、英國Datawind公司合作开发的$60超低价安卓系统平板电脑
- BASIC Stamp – microcontroller programmed in BASIC
- BeagleBoard –低价的基于ARM的单板电脑